# Basilica di She Shan
La basilica di She Shan è una chiesa di culto cattolico situata a Shanghai, in Cina. Prende il nome dal luogo dove è stata eretta: la collina di She Shan, situata nel Distretto di Songjiang, a ovest dell'area metropolitana di Shanghai (circa 35 km dal centro). Il suo nome ufficiale è «Chiesa della Santa Madre in Cina». 
È il più grande edificio di culto cristiano di tutta l'Asia orientale, meta di pellegrinaggi provenienti dall'intero continente asiatico. È l'unica chiesa in Cina che possieda il titolo di basilica.

## Storia
Negli anni tra il 1851 e il 1864 (periodo noto in Cina per la rivolta dei Taiping), alcuni missionari gesuiti acquistarono un appezzamento di terreno sulle pendici meridionali della collina di She Shan, già meta di ritiro per i monaci buddisti nei secoli precedenti. Nel 1867 vi costruirono una prima cappella. Le costruzioni buddiste rimaste vennero demolite e fu costruito, oltre alla cappella, un piccolo edificio usato come residenza dei missionari. Sulla cima della collina, sul luogo dove si trovava una stanza Maitreya, venne eretto un piccolo padiglione in cui fu collocata una statua della Madonna.
Nel giugno 1870, a causa dei disordini scoppiati a Tianjin vennero bruciate le chiese del luogo. I gesuiti di Shanghai pregarono presso la statua della Madonna e fecero voto di costruire una chiesa in suo onore in cambio della sua protezione. Quando ritornò la pace si iniziò a costruire la chiesa sulla cima occidentale di She Shan. Il legno venne inviato da Shanghai e la pietra fu comprata nel Fujian. Tutti i materiali da costruzione furono portati a mano sulla collina. La costruzione della chiesa fu completata in soli due anni. La prima chiesa aveva la forma di una croce e incorporava caratteristiche architettoniche sia cinesi sia occidentali. Una veranda sorretta da dieci colonne fu edificata davanti al portale d'ingresso. Davanti alla chiesa furono collocati otto leoni di pietra. Nel 1894 si aggiunsero molte costruzioni accessorie: una cappella a metà strada salendo la collina, un santuario dedicato al Sacro Cuore, alla Madonna ed a san Giuseppe. Lungo il sentiero che conduce alla chiesa furono costruite le quattordici stazioni della Via Crucis.
Nel 1925 la chiesa esistente sembrava inadeguata, molto indietro rispetto ad altre chiese di Shanghai quanto a dimensioni e decorazioni. Perciò, venne demolita e ricostruita. Poiché il prete e architetto portoghese (叶肇昌Ye Zhaochang) era molto rigoroso sulla qualità della costruzione, ci vollero dieci anni perché l'intero progetto avesse termine. La chiesa infatti venne terminata nel 1935.
Nel 1942, il papa Pio XII elevò la chiesa di She Shan a basilica minore. Nel 1946 la Santa Sede incoronò la statua di Nostra Signora di Zose, posta sulla cima del campanile (Zose è come gli abitanti di Shanghai pronunciano il termine She Shan).
Dopo la rivoluzione comunista del 1949, la basilica di She Shan subì gravi danni durante la Rivoluzione culturale: vennero distrutte le vetrate colorate della chiesa, le sculture lungo la Via Dolorosa, la statua in cima al campanile e molte altre opere d'arte.
Al termine della rivoluzione culturale si cominciò a riparare i danni. All'inizio, la statua fu sostituita con una semplice croce di ferro. Poi, nel 2000, venne posizionata una nuova statua.

## Architettura

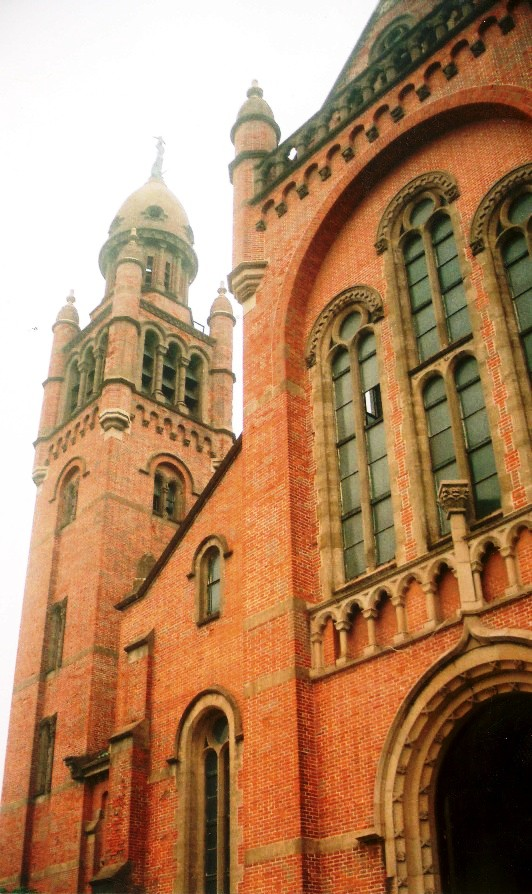
Basilica di She Shan

La chiesa occupa un'area di un ettaro ed è alta circa 20 metri. È a forma di croce latina, secondo la struttura della basilica. Vi sono tre ingressi: a nord, a ovest e a sud. La porta principale guarda a sud-ovest. La navata è lunga 55,81 metri e larga 24,68 metri. Il soffitto è posto a 16,46 metri. Vi sono 3000 posti a sedere. L'altare è sul lato orientale, è fatto di marmo con decorazioni in oro e giada intarsiata. L'esterno della chiesa è in prevalenza fatto di granito. Parte del tetto è coperta da tegole cinesi smaltate.
Il campanile si trova nell'angolo a sud-est. Misura 38 metri. Sulla sua cima vi è la statua di bronzo della Madonna con il Bambino, alta 4,8 metri (“Nostra Signora di Zose”).

## Altre caratteristiche
Le 14 stazioni della Via Crucis sono situate ad ogni curva del sentiero che sale la ripida collina che porta alla chiesa. A metà strada, in uno spiazzo ci sono due cappelle, una per la devozione al Sacro Cuore e l'altra alla Santa Madre.
Nelle vicinanze, si trova la Stazione di She Shan dell'Osservatorio astronomico di Shanghai, costruito inizialmente dai Gesuiti.

## Pellegrinaggio
Nel 1874, papa Pio IX dichiarò che i pellegrini che si recavano a She Shan in maggio (il mese dedicato alla Santa Madre) avrebbero ricevuto l'indulgenza plenaria. Per questo, pellegrini provenienti da tutta la Cina iniziarono a riunirsi a She Shan in maggio, una pratica che continua ancora oggi. I pellegrini giungono da tutte le province della Cina per il loro pellegrinaggio annuale, recitano il santo rosario lungo la Via Crucis e partecipano alla Messa in questo luogo santo.

Ma il pellegrinaggio non avviene soltanto a piedi. Molti dei cattolici della zona erano pescatori: per tradizione essi facevano il pellegrinaggio in barca. Questa tradizione continua ancora oggi, per cui in maggio le insenature attorno a She Shan spesso si riempiono di barche.
She Shan è l'unico luogo di pellegrinaggio per i cattolici in Cina autorizzato dal governo. Nel 2007 papa Benedetto XVI ha istituito, per il 24 maggio, giorno di Nostra Signora di She Shan, la «Giornata mondiale di preghiera per la Chiesa in Cina».